# Isole del Regno dei Paesi Bassi
La seguente lista di isole del Regno dei Paesi Bassi elenca le isole giuridicamente e politicamente appartenenti alle quattro nazioni costitutive di detto Regno, ovvero ai Paesi Bassi, Aruba, Curaçao e Sint Maarten, raggruppate geograficamente.
Il patrimonio insulare del Regno dei Paesi Bassi consta di quattro diversi gruppi di isole, diversi tra loro per collocazione geografica e natura delle isole stesse.
Il primo gruppo, procedendo da nord verso sud, sono le Isole Frisone Occidentali, facenti parte dell'arcipelago delle Isole Frisone che si estende, parallelo alla costa, tra il Mare del Nord e il Mare dei Wadden, dai Paesi Bassi, alla Germania, fino alla Danimarca.
Il secondo, costituito da isole già localizzate nello Zuiderzee, poi diventate le acque interne dell'IJsselmeer, del Markermeer e numerosi canali che li collegano,  in seguito alla costruzione dell'Afsluitdijk.
Il terzo, composto dal complesso di isole del delta fluviale creato dall'immissione dei fiumi Reno, Mosa e Schelda nel Mare del Nord.
Infine il quarto gruppo, localizzato nel Mar dei Caraibi, suddiviso in due sottogruppi, le cosiddette Isole SSS facenti parte dell'arcipelago delle Isole Sopravento Settentrionali e le Isole ABC facenti parte dell'arcipelago delle Isole Sottovento.
A queste si aggiungono altre isole lacustri e fluviali nelle acque interne dei Paesi Bassi.
Visti i continui cambiamenti sia naturali che per opera dell'uomo a cui è stato sottoposto il territorio dei Paesi Bassi, i primi tre gruppi di isole contano alcune isole artificiali, diverse ex isole collegate oggi alla terraferma soprattutto a causa dei prosciugamenti dei polder ed alcune ex isole spazzate via da tempeste che si sono abbattute sulla costa in tempi passati.

## Isole Frisone Occidentali

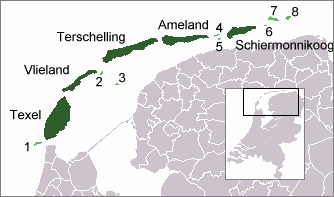
Isole Frisone Occidentali:
1. Noorderhaaks
2. Richel
3. Griend
4. Rif
5. Engelsmanplaat
6. Simonszand
7. Rottumerplaat
8. Rottumeroog

### Abitate
- Texel
- Vlieland
- Terschelling
- Ameland
- Schiermonnikoog

### Disabitate
- Noorderhaaks
- Richel
- Griend
- Rif
- Engelsmanplaat
- Simonszand
- Rottumerplaat
- Rottumeroog
- Zuiderduintjes

### Ex isole scomparse
- Eierland
- Monnikenlangenoog
- Bosch
- Corresant
- Heffesant

## Isole del delta del Reno, della Mosa e della Schelda

### Provincia dell'Olanda Meridionale

#### Abitate
- Dordrecht
- Goeree-Overflakkee
- Hoeksche Waard
- IJsselmonde
- Rozenburg
- Tiengemeten
- Voorne[5]
- Putten[5]

#### Disabitate
- Hellegatsplein
- Hompelvoet
- Veermansplaat

### Provincia della Zelanda

#### Abitate
- Schouwen-Duiveland[6]

#### Disabitate
- Neeltje Jans
- Oranjeplaat
- Shutteplaat
- Mosselplaat
- Haringvreter
- Soelekerkplaat
- Aardbeieneiland
- Arneplaat
- Bastian de Langeplaat
- Spieringplaat
- Zandkreekplaat
- Middelplaten (3 isole)
- Schelphoekplaat
- Sabbingeplaat

#### Ex isole collegate alla terraferma
- Borssele
- Cadzand
- Noord-Beveland
- Sint-Philipsland
- Tholen
- Walcheren
- Wolphaartsdijk
- Zuid-Beveland

#### Ex isole scomparse
- Wulpen
- Koezand
- Waterdunen
- Stuivezand
- Schoneveld
- Orisant

## Isole dell'IJsselmeer, del Markermeer e dei laghi di confine (già Zuiderzee)

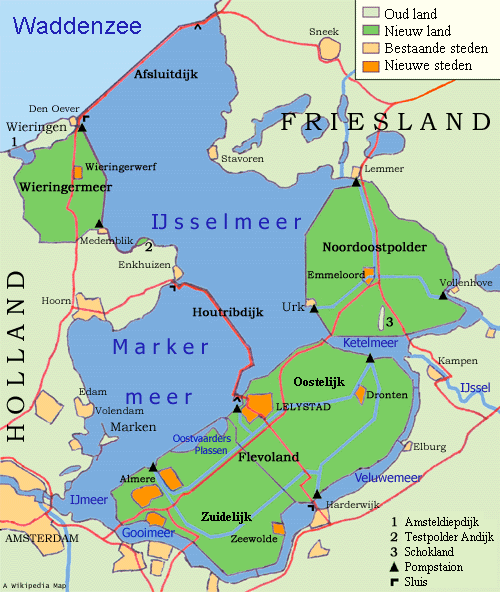
Lo stato attuale dell'ex Zuiderzee

### Abitate
- Flevopolder

### Disabitate
- IJsseloog
- Pampus
- Vuurtoreneiland
- Marker Wadden
- De Biezen
- Dode Hond
- De Kluut
- De Kreupel
- De Zegge
- Vogeleiland

### Ex isole collegate alla terraferma
- Marken
- Wieringen
- Schokland
- Urk

## Caraibi olandesi

Caraibi olandesi:
Aruba
Curaçao
Sint Maarten
Isole BES, da sinistra a destra Bonaire, Saba e Sint Eustatius

Aruba
     Curaçao
     Sint Maarten
     Isole BES, da sinistra a destra Bonaire, Saba e Sint Eustatius

### Paesi Bassi caraibici

#### Abitate
- Bonaire
- Saba
- Sint Eustatius

#### Disabitate
- Klein Bonaire
- Green Island

### Aruba

#### Abitate
- Aruba

### Curaçao

#### Abitate
- Curaçao

#### Disabitate
- Klein Curaçao

### Sint Maarten

#### Abitate
- Saint Martin[7]

#### Disabitate
- Guana Key
- Hen & Chickens
- Cow & Calff
- Molly Beday
- Pelikan Key

## Altre isole in acque interne
- Isole del Kagerplassen
- Isole del Veerse Meer